# Gioacchino Alfano
Gioacchino Alfano (Sant'Antonio Abate, 12 luglio 1963) è un politico italiano.
È stato sindaco di Sant'Antonio Abate dal 1995 al 2005, sottosegretario di Stato al Ministero della difesa nei governi Letta, Renzi e Gentiloni, e deputato alla Camera per quattro legislature (XIV, XV, XVI, XVII), ricoprendo vari incarichi parlamentari.
Oggi Presidente di Difesa Servizi SpA.

## Biografia
Nato il 12 luglio 1963 a Sant'Antonio Abate, laureato in economia e commercio presso l'Università degli Studi di Napoli Federico II, dottore commercialista, revisore contabile, consulente tecnico al Tribunale di Torre Annunziata, consulente del lavoro e curatore fallimentare.
Esponente dell'Unione di Centro di Raffaele Costa, che nel 1998 confluisce in Forza Italia di Silvio Berlusconi, è stato per due volte sindaco di Sant'Antonio Abate, in provincia di Napoli, sua città natale dal 1995 al 2005, dove ha ricoperto anche gli incarichi di componente del direttivo ANCI Campania dal 1996 e assessore dell'Unione dei Comuni dei Monti Lattari dal 2001.

### Elezione a deputato

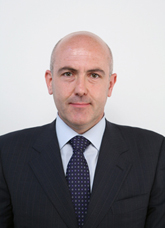
Gioacchino Alfano rieletto alla Camera dei deputati nel 2008

Alle elezioni politiche del 2001 viene candidato nel collegio maggioritario di Castellammare di Stabia alla Camera dei deputati, sostenuto dalla coalizione di centro-destra Casa delle Libertà in rappresentanza forzista, dove viene eletto per la prima volta con il 40,33% dei voti contro i candidati de L'Ulivo Salvatore Vozza (39,31%), di Democrazia Europea Catello Cascone (13,33%), della Lista Di Pietro Paolo D'Apuzzo (3,98%), di Fiamma Tricolore Mario D'Antuono (1,79%) e Lista Pannella-Bonino Nunzio Molino (1,26%). Nella XIV legislatura è stato Presidente del Comitato per le aree sottoutilizzate della 5ª Commissione Bilancio, tesoro e programmazione, nonché un componente della Commissione permanente Bilancio.
È stato riconfermato deputato alle elezioni politiche del 2006 nella circoscrizione Campania 1 con Forza Italia, e quelle del 2008 nella medesima circoscrizione tra le liste del Popolo della Libertà (PdL), dove nella XVI legislatura diventa membro del consiglio direttivo del gruppo parlamentare PdL alla Camera, oltre che capogruppo PdL nella 5ª Commissione permanente Bilancio, tesoro e programmazione.
Alfano è stato relatore, insieme a Raffaele Volpi della Lega Nord, del decreto milleproroghe approvato alla Camera il 25 febbraio 2011 con 309 voti favorevoli, 287 contrari e nessun astenuto, dopo che il governo ha posto la questione di fiducia.
È inoltre anche relatore, insieme a Gabriella Carlucci (PdL), del ddl omnibus, approvato definitivamente alla Camera il 25 maggio 2011 con 313 voti favorevoli, 291 contrari e 2 astenuti, dopo che il governo anche qui ha posto la questione di fiducia.
Alle elezioni politiche del 24-25 febbraio 2013 viene ricandidato per la quarta volta alla Camera, e rieletto con il PdL nella medesima circoscrizione Campania 1. Nella XVII legislatura è componente della Commissione speciale per l'esame degli atti urgenti presentati dal Governo, della 3ª Commissione Affari esteri e comunitari e della 12ª Commissione Affari sociali.

### Sottosegretario alla Difesa

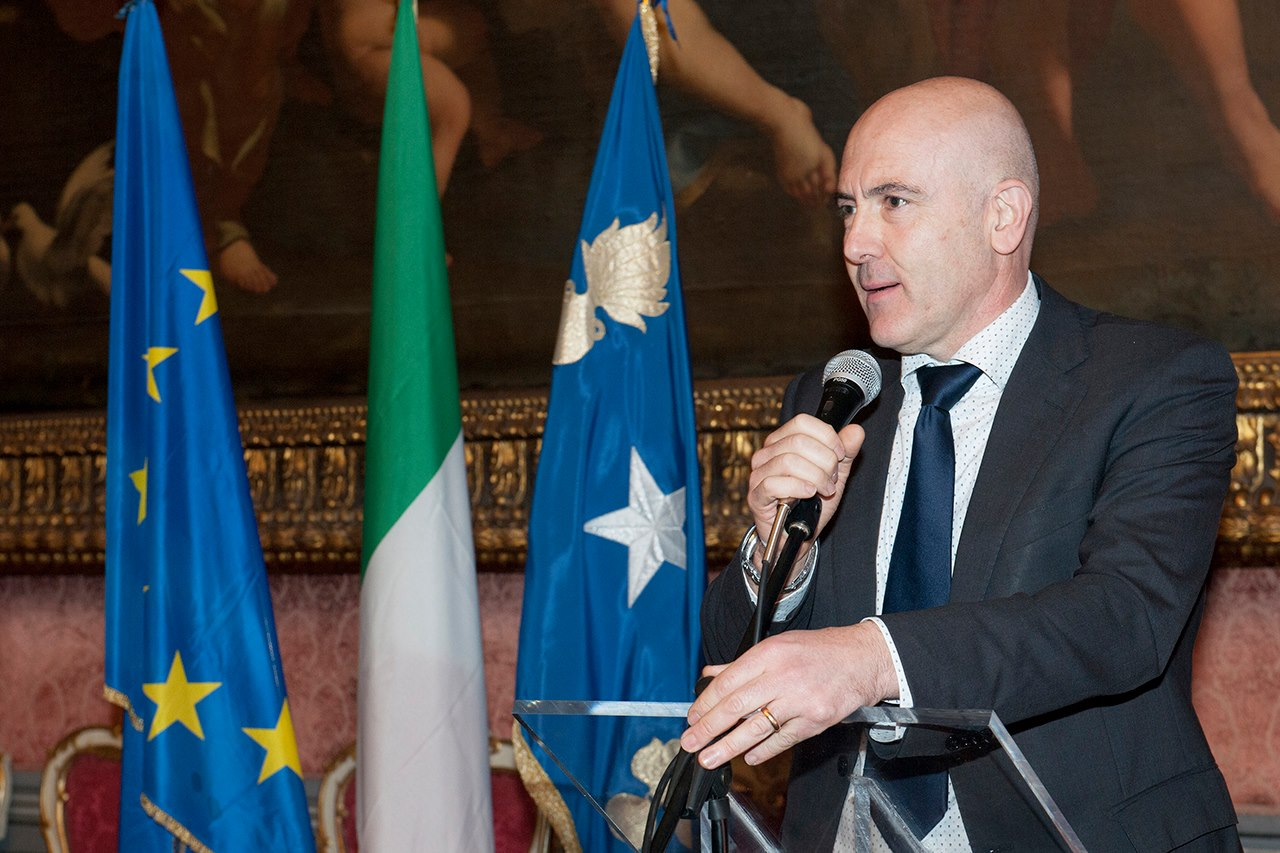
Gioacchino Alfano nel 2014

In seguito alla nascita del governo di larghe intese guidato da Enrico Letta tra PdL, Partito Democratico (PD), Unione di Centro e Scelta Civica, il 3 maggio 2013 entra a far parte del governo Letta, venendo nominato il 2 maggio dal Consiglio dei Ministri (CdM) sottosegretario di Stato al Ministero della difesa, affiancando il ministro Mario Mauro.
Il 16 novembre 2013, con la sospensione delle attività del Popolo della Libertà, aderisce al Nuovo Centrodestra (NCD) guidato da Angelino Alfano, venendo indicato il successivo 10 gennaio 2014 come nuovo coordinatore regionale di NCD in Campania.
Con la caduta e la fine del governo Letta per volere del neo-segretario del PD Matteo Renzi per diventare Presidente del Consiglio, e alla nascita del suo governo, il 28 febbraio 2014 viene confermato sottosegretario alla difesa dal CdM, insieme a Domenico Rossi, affiancando la neo-ministra Roberta Pinotti.
Da coordinatore regionale dell'NCD Campano, ha sposato la linea di estendere l'alleanza di governo tra NCD con l'UdC in Area Popolare e il PD a livello locale, come avvenne alle elezioni amministrative del 2016, affermando che: "...personalmente mi sento più a mio agio con questo Pd che con Salvini (...) Nel Pd sta prevalendo una mentalità pragmatica, risolutrice, moderata e non ideologica (...) ricevo dal Partito democratico una fattiva e costante collaborazione".
Con la nascita del governo presieduto da Paolo Gentiloni, il successivo 29 dicembre 2016 viene ancora confermato nel ruolo di sottosegretario alla difesa, che manterrà fino al 1º giugno 2018.
Nel 2017, con lo scioglimento di NCD e la fondazione del suo successore Alternativa Popolare (AP) con le stesse ideologie da parte di Angelino Alfano, aderisce ad AP, dove ottiene l'incarico di coordinatore regionale in Campania, portando AP ad arrivare al 6% dei voti in Campania alle amministrative del 2017.
A dicembre 2017 si intensificano gli scontri all'interno di AP, tra l'ala del partito favorevole al ritorno nel centro-destra, guidata da Maurizio Lupi, Roberto Formigoni e Gabriele Albertini, e quella favorevole a mantenere l'alleanza col centro-sinistra di Matteo Renzi, capeggiata da Beatrice Lorenzin e Fabrizio Cicchitto, dove Gioacchino Alfano si colloca in quest'ultima.

### Candidatura al Senato
Alle elezioni politiche del 2018 viene candidato nel collegio uninominale di Napoli-Arenella al Senato della Repubblica, per la coalizione di centro-sinistra in rappresentanza di Civica Popolare (lista elettorale dove aderisce AP), tuttavia viene sconfitto e non eletto, giungendo infatti dietro al candidato del Movimento 5 Stelle Franco Ortolani (53,17%) e al candidato del centro-destra Salvatore Guangi (22,61%).

## Vita privata
Sposato, padre di quattro figli e nonno di due nipoti, nel tempo libero è calciatore ed è stato presidente della "Nazionale Italiana Parlamentari".